# ام کلثوم بنت جرول
ام کلثوم بنت جرول(به عربی: أم كلثوم بنت جرول) همسر عمر بن خطاب بود.

## زندگی
او در مکه در قبیله بنو خزاعه به دنیا آمد. پدرش یا جرول بن مالک: 204  یا پسرش عمرو بن جرول بود.: 92 
او قبل از سال ۶۱۶ با عمر بن خطاب ازدواج کرد.: 92  و صاحب دو پسر بنام‌های زید و عبیدالله شدند.
عمر همزمان با زینب بنت مظعون که از او صاحب سه فرزند شد.: 204  و قریبه بنت ابی‌امیه که از او فرزندی نداشت، ازدواج کرد.: 510 
عمر در سال ۶۱۶ مسلمان شد: 207  و در سال ۶۲۲ با تمام خانواده‌اش به مدینه هجرت کرد.: 218  اگرچه ام کلثوم و قریبه هنوز اسلام نیاورده بودند.: 510 
اندکی پس از صلح حدیبیه در سال ۶۲۸ محمد وحی را اعلام کرد که به مسلمانان دستور داده شده‌است که «به ریسمان زنان کافر نگیرند». بر همین اساس عمر از ام کلثوم و قریبه طلاق گرفت و هر دو به مکه بازگشتند.: 204 : 510 
او پس از فتح مکه مسلمان شد.: 185 